# Monumenti storici dell'antica Nara
I monumenti storici dell'antica Nara, patrimonio dell'umanità dell'UNESCO, comprendono otto luoghi dell'antica capitale Nara, nella prefettura di Nara, in Giappone. Cinque sono templi buddisti, uno è un santuario shintoista, uno è un palazzo e una è una foresta primordiale. I siti comprendono 26 edifici designati dal governo giapponese come Tesori Nazionali e 53 come Importanti Proprietà Culturali. Tutti i complessi sono stati riconosciuti come Siti storici. Il sito del palazzo di Nara è stato designato come sito storico speciale e la foresta primordiale di Kasugayama come monumento naturale speciale. Tōdai-ji, Kōfuku-ji e la foresta vergine di Kasugayama si sovrappongono al Parco di Nara, un parco designato come uno dei "Luoghi di bellezza paesaggistica" dal Ministero dell'Istruzione, della Cultura, dello Sport, della Scienza e della Tecnologia (MEXT). L'UNESCO ha elencato il sito come Patrimonio dell'Umanità nel 1998.

## Elenco dei siti
La tabella elenca le informazioni su ciascuno degli otto siti elencati:
Nome : in inglese e giapponese
Tipo : Scopo del sito. L'elenco comprende cinque templi buddisti ("-ji"), un santuario shintoista ("-jinja"), un palazzo e una foresta primordiale.
Periodo : periodo di tempo significativo, tipicamente di costruzione
Località : l'ubicazione del sito (per rione) e le coordinate geografiche
Descrizione : breve descrizione del sito
| Nome                                                            | Immagine                            | Sito                 | Periodo                    | Ubicazione                   | Descrizione |
| --------------------------------------------------------------- | ----------------------------------- | -------------------- | -------------------------- | ---------------------------- | --- |
| Tōdai-ji (東大寺?, Tōdai-ji, Grande tempio orientale)           | Daibutsuden (大仏殿)                | Tempio buddhista     | VIII secolo - Periodo Nara | 34°41′21″N 135°50′23″E       | Un complesso di templi buddisti che un tempo era uno dei potenti Sette Grandi Templi, il Daibutsuden di Tōdai-ji (大仏殿, Sala del Grande Buddha) ospita la statua in bronzo del Buddha più grande del mondo, Vairocana, conosciuto in giapponese come Daibutsu (大仏). L'attuale Daibutsuden è stato costruito nel 1709 ed è stato l'edificio in legno più grande del mondo fino al 1998.                                                                                      |
| Kōfuku-ji (興福寺?, Kōfuku-ji)                                  | Kōfuku-ji (興福寺)                  | Tempio buddhista     | VII secolo - Periodo Asuka | 34°40′59.7″N 135°49′52.2″E   | Un tempo uno dei potenti Sette Grandi Templi, Kōfuku-ji è la sede nazionale della scuola Hossō. Fu originariamente fondato nel 669 nell'attuale Kyoto, trasferito nel 672 nella nuova capitale di Fujiwara-kyō, prima di essere smantellato e trasferito nella sua posizione attuale, sul lato est del capitale di nuova costruzione di Heijō-kyō (l'odierna Nara). |
| Santuario Kasuga (春日大社?, Kasuga-taisha)                     | Kasuga-taisha (春日大社)            | Santuario shintoista | VIII secolo - Periodo Nara | 34°40′53″N 135°50′54″E       | Fondato originariamente nel 768. Kasuga-taisha è il santuario del Clan Fujiwara, che dominò la politica giapponese del periodo Heian (794–1185). L'interno è famoso per le sue numerose lanterne di bronzo, così come per le numerose lanterne di pietra che portano al santuario. Dal 1871 al 1946, il Santuario di Kasuga è stato ufficialmente designato come uno dei Kanpei-taisha (官幣大社?), il che significa che era al primo posto dei santuari sostenuti dal governo. |
| Gangō-ji (元興寺?)                                              | Gangō-ji Gokurakubō (元興寺極楽坊)  | Tempio buddhista     | VI secolo - Periodo Kofun  | 34°40′41″N 135°49′52″E       | Originariamente fondato nel 593 nella vicina Asuka, il tempio fu spostato a Nara nel 718, in seguito al trasferimento della capitale a Heijō-kyō. |
| Yakushi-ji (薬師寺?)                                            | Yakushi-ji (薬師寺)                 | Tempio buddhista     | VII secolo - Periodo Asuka | 34°40′06.08″N 135°47′03.52″E | L'originale Yakushi-ji fu costruito a Fujiwara-kyō, la capitale del Giappone nel periodo Asuka, commissionato dall'imperatore Tenmu nel 680 per pregare per la guarigione dalla malattia della sua consorte, che gli succedette come imperatrice Jito. Fu smontato e trasferito a Nara otto anni dopo che la Corte Imperiale si insediò in quella che allora era la nuova capitale.                                                                                             |
| Tōshōdai-ji (唐招提寺?)                                         | Tōshōdai-ji (唐招提寺)              | Tempio buddhista     | VIII secolo - Periodo Nara | 34°40′32.11″N 135°47′05.4″E  | Fondato originariamente nel 759 dal monaco cinese Tang Jianzhen, Tōshōdai-ji è un tempio della setta buddista Risshū. La sua kon-dō (Sala d'Oro) ha un unico piano, tetto di tegole a padiglione con una facciata larga sette campate, ed è considerata l'archetipo dello "stile classico". |
| Palazzo Heijō (平城宮?, Heijō-kyū) - Sito del Palazzo Nara      | La ricostruita grande sala di Stato | Residenza imperiale  | VIII secolo - Periodo Nara | 34°41′28″N 135°47′44″E       | Residenza imperiale e centro amministrativo nella capitale giapponese Heijō-kyō (l'odierna Nara) per la maggior parte del Periodo Nara (dal 710 al 794 d.C.), il palazzo Heijō fu abbandonato dopo che la capitale si trasferì a Kyoto nel 794. Nel XII secolo non rimase nulla, ma gli scavi archeologici e le ricostruzioni, dal 1959, hanno restaurato gran parte del sito.                                                                                                  |
| Foresta vergine Kasugayama (春日山原始林?, Kasugayamagenshirin) | Foresta vergine Kasugayama          | Foresta vergine      | VIII secolo - Periodo Nara | 34°40′53.1″N 135°52′20.2″E   | Una foresta vergine di circa 250 ettari vicino alla sommita del Kasuga-yama (monte Kasuga), la Kasugayama Primeval contiene 173 specie di alberi, 60 di uccelli e 1.180 specie di insetti. In quest'area adiacente al Grande Santuario di Kasuga, la caccia e il disboscamento sono stati vietati dall'841. |